# Fritz Schmidt
Fritz Schmidt   (Magúncia, 19 de març de 1943 - Rüsselsheim, 12 d'agost de 2024) fou un jugador d'hoquei sobre herba alemany que va competir sota bandera de la República Federal Alemanya durant les dècades de 1960 i 1970.
El 1968 va prendre part en els Jocs Olímpics d'Estiu de Ciutat de Mèxic, on fou quart en la competició d'hoquei sobre herba. Quatre anys més tard, als Jocs de Munic, va guanyar la medalla d'or en la mateixa competició. El 1976, a Montreal, va disputar els seus tercers, i darrers, Jocs Olímpics. En ells fou cinquè en la competició d'hoquei sobre herba. En el seu palmarès també destaca una medalla d'or al Campionat d'Europa de 1970 i una de plata al de 1974, així com dues medalles de bronze al Campionat del Món, el 1973 i 1975. Entre 1963 i 1976 va disputar 146 partits amb la selecció alemanya.
A nivell de clubs va jugar al Rüsselsheimer RK, amb qui va guanyar el campionat alemany de 1968, 1971, 1975, 1977 i 1978, així com els campionats en pista coberta de 1973, 1976 i 1979.